# تشيكيتيتاس (مسلسل)
تشيكيتيتاس (بالبرتغالية: Chiquititas‏) هو تيلينوفيلا برازيلية من تأليف إيريس أبرافانيل وبطولة عددٍ منَ الممثلين بما في ذلك جيليرمي بوري، جيوفانا جولد، جوليا غوميز، رايسا شداد، ساندرا بيرا، تايس باتشوليك، دانيال أندرادي، غابرييل سانتانا، نعيمي جولدوني، فرجينيا نويكي، ميلينا فيراري، جواو أكايابي وكارلا فيوروني. عرض على قناة إس بي تي في 15 يوليو 2013 إلى 14 أغسطس 2015.

## طاقم العمل
- مانويلا دو مونتي بدور كارولينا كوريا
- جيليرمي بوري بدور جوسيه ريكاردو ألميدا كامبوس جونيور
- جيوفانا جولد بدور كارمين أباريسيدا ألميدا كامبوس
- جوليا غوميز بدور ماريان ألميدا كامبوس براغا بيريرا
- رايسا شداد بدور بياتريس
- ساندرا بيرا بدور فالنتينا
- تايس باتشوليك بدور أندريا كاستيلي
- غابرييل سانتانا بدور فيليبي
- نعيمي جولدوني بدور غابرييلا ألميدا كامبوس
- فرجينيا نويكي بدور إدواردا[4]
- ميلينا فيراري بدور سينتيا
- جواو أكايابي بدور فرانسيسكو
- كارلا فيوروني بدور إرنستينا ألفيس/ماتيلدي ألفيس